# Léghajósok
A Léghajósok (eredeti cím: The Aeronauts) 2019-es brit–amerikai életrajzi kaland-filmdráma Tom Harper rendezésében, Eddie Redmayne és Felicity Jones főszereplésével. A film valós események alapján készült, de számos ponton eltér a valóságtól.

## Cselekmény
|  | Alább a cselekmény részletei következnek! |

James Glaisher az angol Királyi Társaság tudós tagjainak előadja forradalmi elméletét arról, hogy szükséges lenne a légkör tanulmányozása nagy magasságokban, hogy ezzel megalapozzák az akkor még nem létező meteorológia tudományát, amivel előre lehetne jelezni az időjárás változásait, ezzel felkészülhetnek aszályos vagy áradásos időszakra, amin akár emberi életek is múlhatnak. A tudósok nevetségesnek tartják az elméletet és szó szerint kinevetik a fiatal tudóst. A kutatáshoz szükséges támogatást elutasítják, a ballonon való utazást cirkuszi mutatványnak tartják, amivel a tömegeket lehet szórakoztatni.
James megpróbál minden lehetséges módon pénzt szerezni a tudományos műszerek megvásárlásához és a költséges léghajó elkészítéséhez. Több sikertelen próbálkozás után ez egy pénzügyi befektető révén sikerül, aki fizető közönség előtt tartandó felszállással reméli elérni a vállalkozás anyagi sikerét.
A közönség szórakoztatásához is értő, tapasztalt léghajós, Amelia Wren vállalkozik a jármű kezelésére, bár nem egyezik bele könnyű szívvel. Ugyanis két évvel korábban, egy hasonló repülés során a férjével, amikor a léghajójuk zuhanni kezdett, és már nem volt mit kidobni a súlycsökkentés érdekében (ezzel megállítva a zuhanást), a férje feláldozta magát és kiugrott, hogy ő életben maradhasson.
Végre 1862-ben egy London közeli parkból, nagy közönség előtt Amelia Wren ballonpilóta és James Glaisher meteorológus ballonfelszállásra indul azzal a szándékkal, hogy megerősítsék James elméletét, miszerint az időjárás változásait előre lehet jelezni. Elmélete igazolásához méréseket kell végeznie a légkörben, különböző magasságokban. Egyúttal a korábbi, mások által elért magassági rekordot is szeretné megdönteni. Amelia még arról is gondoskodik, hogy egy kiskutyát is magukkal vigyenek (bár James ez ellen tiltakozik). Majd pár száz méteres magasságban kidobja a kiskutyát a léghajóból, ami a hátára erősített apró ejtőernyővel szépen leereszkedik a nézők örömére.
A léghajó a felhők közé emelkedik, és heves viharba kerül, amely során mindketten az  életüket kockáztatják; Amelia majdnem kirepül a léghajóból, James pedig beveri a fejét, ami vérző fejsérülést okoz.
A veszélyzónán feljebb emelkedve egy enyhe légáramlatba kerülnek, amely számos pillangót szállít magával, megerősítve James egyik barátjának elméletét. James elkezdi egyenként küldeni barátjának, John Trew-nak a magával hozott galambokat, hogy a lábukra tűzött apró feljegyzéseket magukkal szállítva dokumentálva legyen az elért magasság, légnyomás és hőmérséklet arra az esetre, ha ők maguk nem élnék túl, vagy ha a fedélzeten a könyvbe írt feljegyzések elvesznének. A léghajó a 7000 méter magasságot is túllépi, megdöntve a korábban franciák által elért legnagyobb magasság rekordját, de nem sokkal később Amelia észreveszi, hogy James a minél kisebb súly érdekében nem hozott a magassággal csökkenő hőmérsékletnek megfelelő ruházatot, és úgy dönt, hogy megkezdi az ereszkedést. James ezt mereven visszautasítja, így a vita végén Amelia beleegyezik, hogy átmenetileg folytassák az emelkedést, de világossá teszi, hogy hamarosan lejjebb kell ereszkedniük.
Ahogy tovább emelkednek felfelé, James kezd szenvedni az oxigénhiánytól, de folytatni akarja az emelkedést, és végül Ameliával verekedésbe keveredik, amikor az megpróbál tiltakozni. A nő elmondja neki férje önfeláldozását, ami meggyőzi Jamest, hogy itt az idő az ereszkedésre, azonban a ballon tetején lévő gázkioldó szelep a hideg miatt befagyott. Glaisher eszméletét veszti, Ameliának pedig nincs más választása, mint kívülről felmászni a ballon tetejére, és kinyitni a szelepet, hogy lassan kiengedje a gázt. Rögtön ezután ő is elveszti az eszméletét, és csak a derekára kötött kötélnek köszönhetően nem esik le.
Amikor az oxigéndúsabb levegőrétegbe érve mindketten észhez térnek, rájönnek, hogy a túl sok gáz elvesztése miatt a léggömb összeomlásveszélyben van, és még a szelep bezárása sem lassítja a túl gyors ereszkedést. Elkezdik kidobálni a felesleges súlyokat a ballonról, beleértve a műszereket, a felszerelést és végül magát a kosarat is levágják, amiben utaztak, csak a ballon köteleibe kapaszkodnak, de az ereszkedés nem lassul kellő mértékben. Amelia ekkor elhatározza, hogy feláldozza magát James megmentéséért, ahogy a férje tette érte, de James meggyőzi, hogy a léggömböt használhatják ejtőernyőnek, ezzel fékezve az ereszkedés sebességét.
A lezuhanás után a földön sérülten, de a túlélés örömével külön-külön magukhoz térnek, és később kiderül, hogy többek között új magassági rekordot állítottak fel 11,3 km elérésével.
James felfedezései előkészítik az utat az első időjárás-előrejelzésekhez, és ezt követően Ameliával együtt újabb ballonrepülésre indulnak.
|  | Itt a vége a cselekmény részletezésének! |

## Szereplők
| Szereplő                     | Színész          |
| ---------------------------- | ---------------- |
| James Glaisher, fiatal tudós | Eddie Redmayne   |
| Amelia Wren, ballonpilóta    | Felicity Jones   |
| John Trew, James barátja     | Himesh Patel     |
| Ethel Glaisher, James anyja  | Anne Reid        |
| Airy                         | Tim McInnerny    |
| Antonia, Amelia nővére       | Phoebe Fox       |
| Pierre Rennes                | Vincent Pérez    |
| Arthur Glaisher, James apja  | Tom Courtenay    |
| Frances nagynéni             | Rebecca Front    |
| Ned Chambers                 | Robert Glenister |

## Az eredeti léghajósok
A valóságban James Glaisher társa a léghajóban egy másik férfi, Henry Coxwell volt, az ő karakterét cserélték le a fiktív női karakterre, Amelia Wrenre.
James Glaisher néhány évig Írországban dolgozott földméréseken, amíg meg nem kapta a cambridge-i és greenwichi csillagvizsgálóban az asszisztensi állást. Miután Greenwichben létrehozták a Meteorológiai és Mágneses Tanszéket, 1838-ban átvette annak vezetését, és 34 éven át, nyugdíjazásáig töltötte be ezt a tisztséget. Alapító tagja volt a Meteorológiai Társaságnak és a Nagy-Britanniai Repülőtársaságnak.
Glaisher azonban korában leginkább mint úttörő légkörkutató vált híressé. Henry Coxwell ballonossal együtt 1862 és 1866 között összesen 28 tudományos ballonrepülést hajtott végre. Az 1862. szeptember 5-i hetedik repülésük során egy nyitott kosárban mintegy 8800 méter magasra emelkedtek, olyan magasságba, amelyet korábban egyetlen ember sem ért el. Glaisher a híg levegő miatt elvesztette az eszméletét, Coxwell pedig csak a fogaival, utolsó erejével tudta kinyitni a vezérlőszelepet, hogy a ballon leereszkedjen.
Míg a filmben bemutatott ballonrepülés a páros 1862. szeptember 5-i repülésén alapul, addig Coxwell helyett a fiktív fiatal özvegy Amelia Wren, egy olyan karakter, amely több valós léghajóson és kalandoron alapul. Ilyen volt például a francia Sophie Blanchard, az első nő, aki hivatásos léghajósként dolgozott, és aki férje halála után ünnepelt léghajós lett, a brit Margaret Graham, aki egyedül vezette a léghajóját 1826-ban, és Amelia Earhart, a híres amerikai távolsági repülős.

## Fordítás
Ez a szócikk részben vagy egészben  a   The Aeronauts című olasz Wikipédia-szócikk fordításán alapul.  Az eredeti cikk szerkesztőit annak laptörténete sorolja fel. Ez a jelzés csupán a megfogalmazás eredetét és a szerzői jogokat jelzi, nem szolgál a cikkben szereplő információk forrásmegjelöléseként.